# José Maria Lerchundi
 (mai 2017).
Si vous disposez d'ouvrages ou d'articles de référence ou si vous connaissez des sites web de qualité traitant du thème abordé ici, merci de compléter l'article en donnant les références utiles à sa vérifiabilité et en les liant à la section « Notes et références ».
José Antonio Ramón Lerchundi, né le 24 février 1836 à Orio et mort le 8 mars 1896 à Tanger, plus connu sous le nom de José María Lerchundi, est un missionnaire franciscain espagnol arabisant qui a travaillé sur la langue vernaculaire (Darija) des Marocains. Il adopte plus tardivement le nom religieux de José María de San Antonio.

## Biographie
José Maria Lerchundi est né le 24 février 1836 dans la ville basque de Orio. Sa naissance a lieu pendant la Première Guerre carliste, la guerre civile qui a ravagé le Pays Basque entre 1833 et 1839. Il est fils illégitime sans père reconnu, selon son acte de baptême. il est entré dans l'Ordre franciscain en 1856 et devient prêtre trois ans plus tard et part à l'église de Tanger en 1862 pour rejoindre la mission catholique du Maroc. Il devient préfet apostolique de 1877 jusqu'à sa mort.
De 1862 à 1877, il vit à Tétouan, où il établit de solides liens personnels avec divers secteurs de la société de la ville et il approfondit sa  connaissance de la langue arabe. Puis il devient préfet apostolique à Tanger, où il meurt avec une réputation de sainteté le 8 mars 1896. Il est enterré dans la crypte de la cathédrale de Tánger.

## Son travail
José Maria Lerchundi est l'interprète officiel des ambassades échangées entre les rois d'Espagne et le sultan Hassan I du Maroc, il est également interprète entre le sultan du Maroc et le pape Léon XIII en 1888.
Il restaure et met en place un certain nombre d'églises et de maisons de mission. Il crée de nouveaux enseignements secondaires et une formation professionnelle. Il ouvre une école pour l'arabe espagnol et marocain à Tétouan. Il installe à Tanger la première presse marocaine hispano-mauresque. Il crée le « sanctuaire de Notre-Dame de Regla » situé dans la ville de Chipiona (Cadix) pour les missionnaires franciscains en Terre Sainte et au Maroc qui est officiellement ouvert le 8 Septembre 1882.
Il a également créé un ensemble de logements pour sans-abri et soutenu diverses initiatives visant à moderniser Tanger : électricité, horloges publiques, chambres de commerce, les sociétés maritimes, comptoirs commerciaux, etc.  
Ses études et publications sur la langue arabe sont : Rudimentos del Árabe Vulgar que se habla en el Imperio de Marruecos (1872), Crestomatía Árabe (1881), Vocabulario español-arábico del dialecto de Marruecos (1893).
Le père José Maria Lerchundi été enterré dans la crypte de la cathédrale Notre-Dame-de-l'Assomption de Tanger.

## Source
- (es) Cet article est partiellement ou en totalité issu de l’article de Wikipédia en espagnol intitulé « José María Lerchundi » (voir la liste des auteurs).